# Down by the Riverside
Down by the Riverside (auch bekannt als Ain’t Gonna Study War No More und als Gonna Lay Down My Burden) ist ein US-amerikanischer Gospelsong, dessen Ursprünge bis zum Amerikanischen Bürgerkrieg zurückzuverfolgen sind und der schon damals als Friedenslied unter dem Titel Gwine-a study war no more nachweisbar ist. Zum Jazzstandard wurde das Traditional in den 1940er- und 1950er-Jahren.

## Entstehungsgeschichte
Ursprung, Entstehungsgeschichte und Komponisten dieses Gospelsongs sind weitgehend unbekannt. Seine Zugehörigkeit zur Gospelmusik ergibt sich aus dem Text, der auf ein Zitat aus dem Alten Testament (Mi 4,1 –5,14 ) anspielt, in dem es heißt: 

„Dann schmieden sie Pflugscharen aus ihren Schwertern und Winzermesser aus ihren Lanzen. Man zieht nicht mehr das Schwert, Volk gegen Volk, und übt nicht mehr für den Krieg.“

Neben den biblischen Inhalten präsentiert der Song auch pazifistische Aussagen. Der Titel I Ain’t Gonna Study War no More geht wahrscheinlich auf die Kriegsmüdigkeit nach dem Ende des Sezessionskriegs im Juni 1865 zurück, dafür fehlen jedoch die Belege. Der Jordan kommt zwar im Bibelzitat nicht vor, bildet aber eine hübsche Szenerie für eine Geste des Friedens. In den 1950er- und 1960er-Jahren spielte das Traditional eine wichtige Rolle in der Bürgerrechts- und Antikriegsbewegung der USA.
Ein ähnlicher Text lag bereits Marshall William Taylors Liedsammlung über Plantagen-Melodien aus 1882 zugrunde. Im Verlauf der ersten Jahre gab es zahlreiche textliche Variationen, bis sich der Text allmählich ab 1923 verfestigte. Erst 1902 tauchte ein Notenblatt auf, das das Liebeslied Down by the Riverside enthielt („I met my little bright-eyed doll, (down) down by the riverside“) und als Komponisten John J. Nolan (Musik) und John B. Toorish (Text) erwähnte. Es ist anzunehmen, dass der Liedtexter den Gospeltext lediglich bearbeitet hatte.
Als wichtigste Buchquelle dient die Sammlung religiöser Folksongs von Howard Washington Odum aus 1909, in der das Lied wieder mit Ursprungstext enthalten war. Es folgte 1918 erneut eine kommerzielle Sammlung über Melodien, die auf Plantagen gesungen wurden. Nachfolgend erschienen zahlreiche weitere Veröffentlichungen in Sammelwerken. I Ain’t Gonna Study War no More hieß das Lied ab 1920, erst ab 1923 häufte sich sein heutiger Titel. Der amerikanische Folklorist Carl Sandburg erwähnt es 1927 als Spiritual unter dem Titel Ain’ Go’n’ to Study War No Mo. In Leonard Feathers historischem Jazzbuch wird der Titel als zum Jazz gehörend erwähnt.

## Text
Die im Song fast durchgehend wiederholte Hookline Down by the Riverside wurde zum Titel des Songs.

Morehouse College Quartette – Down by the Riverside

Chris Barber’s Jazzband – Down by the Riverside

1. I'm gonna lay down my burden, 
Down by the riverside,  
Down by the riverside,  
Down by the riverside.  
 Gonna lay down my burden,  
 Down by the riverside,  
 Down by the riverside. 

Chorus:  
 I ain’t go study war no more,  
 study war no more, 
 ain’t go study war no more. 
 I ain’t go study war no more, 
 study war no more, 
 ain’t go study oh war no more.
2. Gonna lay down my sword and shield 
 Down by the riverside... 

Chorus
3. Gonna try on my long white robe 
 Down by the riverside... 

Chorus
4. Gonna try on my starry crown 
 Down by the riverside... 

Chorus
5. Gonna put on my golden shoes 
 Down by the riverside... 

Chorus
6. Gonna talk with the Prince of Peace 
 Down by the riverside... 

Chorus
7. Gonna shake hands around the world 
 Down by the riverside... 

Chorus

## Erste Tonaufnahme
Als erste Tonaufnahme und damit als Original gilt die Fassung der Fisk University Jubilee Singers vom 29. Dezember 1920 unter dem Titel I Ain’t Gonna Study War No More. Der Namensbestandteil „Jubilee Singers“ weist auf ihre Gospelorientierung hin, die diese afroamerikanische Formation der Universität von Nashville pflegte. Diese Gospel-Aufnahme wurde als Single Ain’t Gonna Study War No More / You Hear De Lambs A-Cryin‘ (Columbia Records 3596) erst 1922 veröffentlicht und ist nicht mehr erhalten.

## Coverversionen und Bearbeitungen
Der Song wurde mehr als 600 Mal gecovert. Zunächst kamen weitere Gospel-Versionen auf den Markt, bevor Arrangements für Jazz und die Folk entstanden. Eine erste Coverversion stammt vom Morehouse College Quartette im Juni 1923 (B-Seite von Swing Low Sweet Chariot; OKeh 4887) bereits mit heutigem Titel, die Elkins-Payne Jubilee Singers folgten im November 1923 (Paramount 12071). Die nächsten Coverversionen stammten vom Vaughan Quartet unter dem Titel Ain’t Gwine Study War no More (aufgenommen am 5. November 1924) und C. Mae Frierson Moore mit Going to Study War no More (B-Seite von Everytime I Feel De Spirit, 1925), es folgten Lester McFarland and Bob Gardner (Old-Time Music, 1926) und das Missouri Pacific Diamond Jubilee Quartette (1927).
Die erste Jazzaufnahme spielte Sam Morgan’s Jazz Band ein (1927, Columbia 14267) mit der B-Seite Just over in the Gloryland. Huddie Ledbetter griff den Song im August 1940 in einer zweistrophigen Blues-Form auf. Die Version von Sister Rosetta Tharpe aus dem Jahr 1943 wurde zum Bestandteil des National Recording Registry der Library of Congress. Bunk Johnson & the Yerba Buena Jazzband brachten  im April 1944 eine weitere Jazzfassung heraus. Verbreitet ist die Traditional-Jazz-Fassung von Chris Barber’s Jazzband als B-Seite von Ice Cream (Chris Barber/Posaune, Pat Halcox/Kornett, Lonnie Donegan/Banjo, Jim Bray/Bass, Monty Sunshine/Klarinette und Ron Bowden/Schlagzeug, Storyville A45000, 1957) und Ken Colyer’s Skiffle Group (1955).
Die ersten Hitparadennotierungen gab es 1953 für Pop-Fassungen der Four Lads (1953), die bis auf Rang 17 vordrang und Bing & Gary Crosby, die es bis auf Rang 28 brachte. Berühmt ist der Live-Mitschnitt des Million Dollar Quartets in den Sun Studios am 4. Dezember 1956 mit Elvis Presley, Carl Perkins und Jerry Lee Lewis. Paul Anka berücksichtigte den Klassiker auf seiner gleichnamigen EP (1958); es folgte Nat King Cole (1958). Billy Lee Riley veröffentlichte eine Rockabilly-Version (1959; Sun 313), ein Chanson gab es von Les Compagnons de Chanson (1960; Rang 60 US-Pop).
Lou van Burg und Willy Hagara brachten 1960 deutsche Fassungen mit einem Text von Kurt Hertha unter dem Titel Freunde fürs Leben auf den Markt, die auf der flämischen Fassung Vrienden Voor 't Leven von Will Tura en Broertje Jan aus demselben Jahr beruht. Hagaras Version konnte bis auf Rang 8 der deutschen Hitparade vordringen und wurde damit zur ranghöchsten Platzierung der Komposition. Bill Haley säkularisierte den Klassiker zum Down by the Riverside Twist (LP Twisting Knights at the Round Table, 1962). Allan Sherman parodierte ihn 1963 auf seiner LP My Son, the Celebrity als Don’t Buy the Liverwurst. Elvis Presley nahm den Song 1966 für die LP Frankie and Johnny auf.
Der amerikanische Komponist und Pianist Frederic Rzewski verarbeitete das Thema im dritten Stück seines Klavierwerks Four North American Ballads (1978/79).